# Secondhandpelz

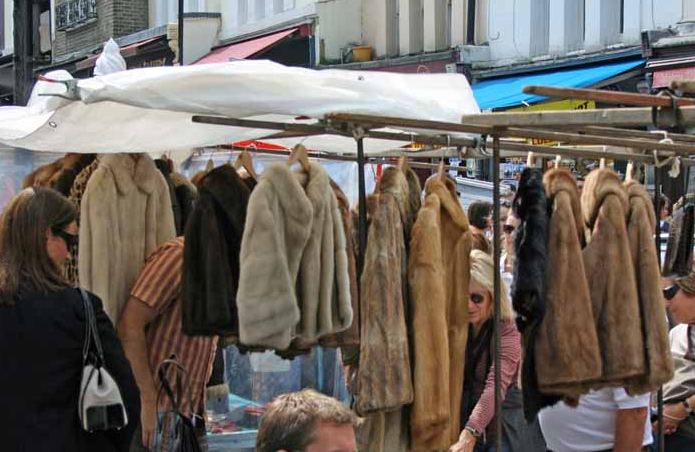
Gebrauchte Pelze auf dem Londoner Portobello Road Market (2007)

Secondhandpelze, Vintagepelze oder Gebrauchtpelze stellen, dank des hohen Wertes des Handelsartikels Pelz, bei entsprechender Nachfrage einen wesentlichen Anteil am Markt für getragene Kleidung. Gewerbliche oder gemeinnützige Kleidersammlungen forderten in der Vergangenheit auch zum Abgeben nicht mehr getragener Pelze auf. Ein Pelz wird beim Tod des Besitzers zumeist nicht weggeworfen, sondern an die nächste Generation oder in deren Umkreis vererbt, wo er häufig durch eine Pelzumgestaltung dem neuen Träger angepasst, modisch aktualisiert oder sonst wie umgestaltet wird (Pelzinnenfutter, Pelzdecke usw.). Ein kleiner Teil gelangt in den Secondhandhandel, heute vor allem auch in Onlineauktionen oder sonstigen Internetverkauf.
Der Handel mit gebrauchten Pelzen wurde in der Vergangenheit in Deutschland in der Regel, wohl hauptsächlich aus Imagegründen, nicht von Kürschnern oder sonstigen Pelzeinzelhändlern wahrgenommen. Bei entsprechend großer Nachfrage gab es spezielle Anbieter für getragene Pelze, daneben wurden sie immer auch im Einzelhandel mit getragener Kleidung vertrieben.

## Gebrauchtpelz

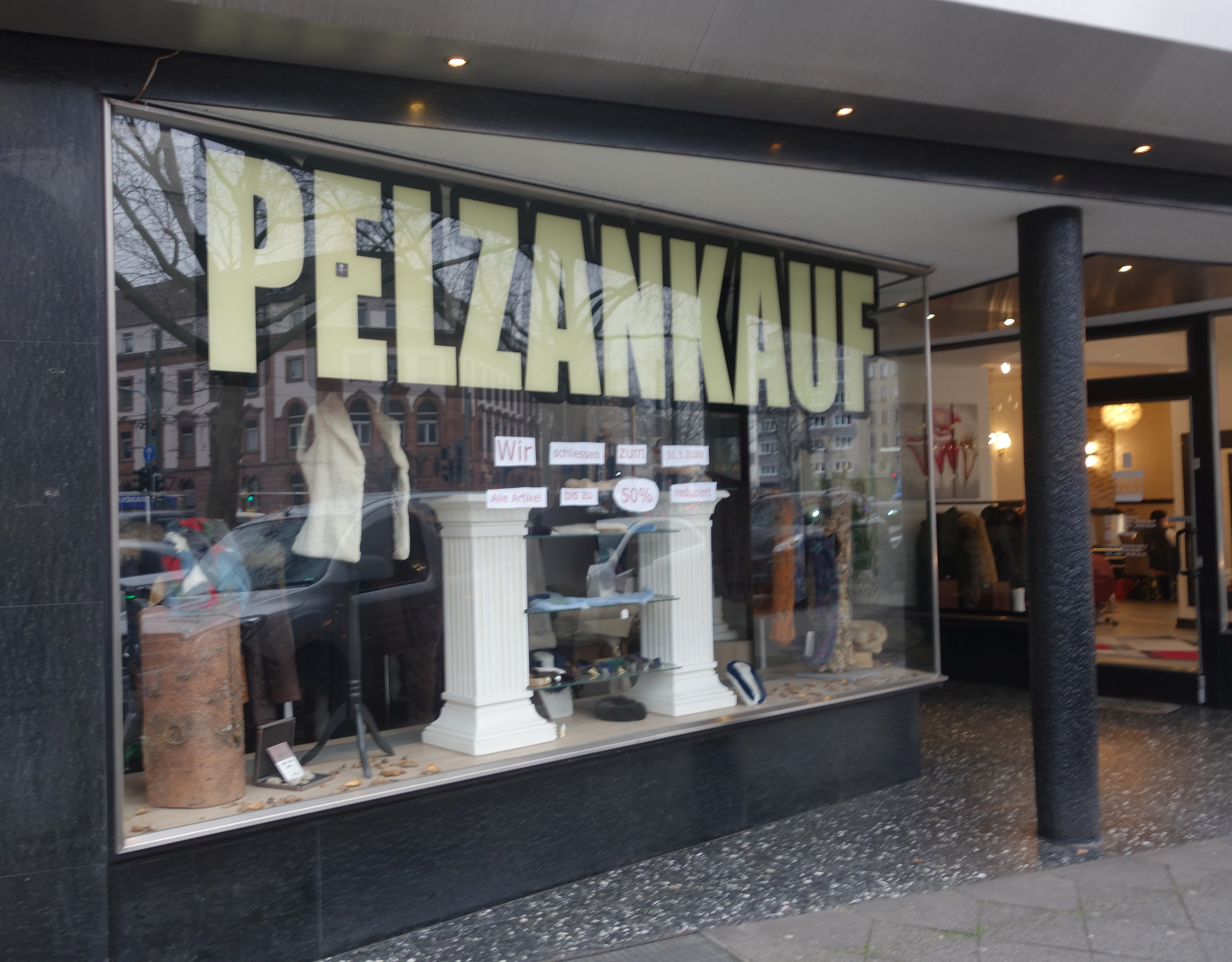
„Pelzankauf“. Zeitweiliger Pelz-Secondhand-Shop eines Kürschners in Düsseldorf (2016–2020)

Pelze werden zwar durchschnittlich länger getragen als andere Kleidungsstücke, als Naturprodukt unterliegen sie jedoch der Alterung. Das bedeutet eventuell ein zunehmendes Verbleichen besonders der Haarfarben, ein spröder werden des Haares sowie das morscher werden des Leders, das sich im Auftreten von Rissen an den besonders beanspruchten Stellen zeigen kann. Umgestaltungen von über dreißig Jahre alten Pelzen sind, vielleicht dank neuer Zurichtungsmittel, inzwischen jedoch keine Seltenheit. Allerdings hieß es von ungarischen Schaffellmänteln bereits 1864 in Pierer’s Universal Lexikon: „Viele Weiber tragen noch alte Pelze, welche über hundert Jahre alt sind, auf Kindeskinder übergehen u. hoch geschätzt werden“. Das Fortschreiten der Alterung ist abhängig von der Art der Lagerung, der Häufigkeit des Gebrauchs und der Qualität der Pelzzurichtung, der Gerbung.
Der Marktwert des alten Pelzes richtet sich nach der Nachfrage, diese unter anderem nach dem Wert des Fellart, wie zum Beispiel dem hochpreisigen Zobel oder dem preiswerten Kaninchen. Sehr wesentlich ist auch das womöglich inzwischen unmodern gewordene Design. Zudem verliert der Pelz erheblich an Verkaufswert durch offensichtliche Gebrauchsschäden, wie abgetragene Ärmel- oder Vorderkanten. Der Marktwert entspricht dabei nicht zwangsläufig dem Zeitwert, wie er im Schadenfall für eine Versicherung benötigt wird, also dem, was der Besitzer einmal für das Teil bezahlt hat, abzüglich Abschlägen für Alter und Abnutzung.
Mit Stand 2024 wurde in den Tageszeitungen fast täglich für den gewerblichen Ankauf von gebrauchter Pelzkleidung geworben. Verschiedene der Aufkäufer von Pelz und Gold erklärten dabei selbst, dass man sich vor unseriösen Geschäftspraktiken in acht nehmen soll: „Es ist reiner Etikettenschwindel: Geworben wird mit "Pelzankauf", doch gewollt wird Gold und Schmuck. Die Pelzankauf-Masche: Warum diese Art von "Altgoldankauf" innerhalb der Wohnung fast immer Abzocke ist, […].“ Bestätigt wird diese Warnung zum Beispiel in einer viertelseitigen Anzeige mit der Abbildung diverser Pelze und dem Text: „Letzte Chance zum Saisonschluss! Wir zahlen bis zu 3.000 € für ihren Pelz!“. Und klein, darunter mit Anmerkungssternchen: „Verbindung Pelz mit Gold“. Die Verbraucherzentrale Hessen riet 2019: „Der Markt für Gebrauchtpelze ist schwierig, die Preise deshalb deutlich niedriger als viele hoffen. Wer sich vorstellen kann, die Pelze selbst zu nutzen, kann gut erhaltene Stücke in fachkundigen Handwerksbetrieben umarbeiten lassen.“
Der Handel mit den Pelzen bestimmter, insbesondere vom Aussterben bedrohter Tierarten, ist aufgrund des Washingtoner Artenschutz-Übereinkommens und anderer Vorgaben seit den 1970er Jahren eingeschränkt oder verboten. Auskünfte erteilt in Deutschland die jeweils zuständige Landesbehörde, in Nordrhein-Westfalen beispielsweise bei der Untere Landschaftsbehörde. Hier erhält man auch für Pelze, die nachweislich vor Inkrafttreten der entsprechenden Gesetze und Verordnungen erworben wurden, gegen eine Gebühr eine einmalige Verkaufsgenehmigung.

## Geschichte

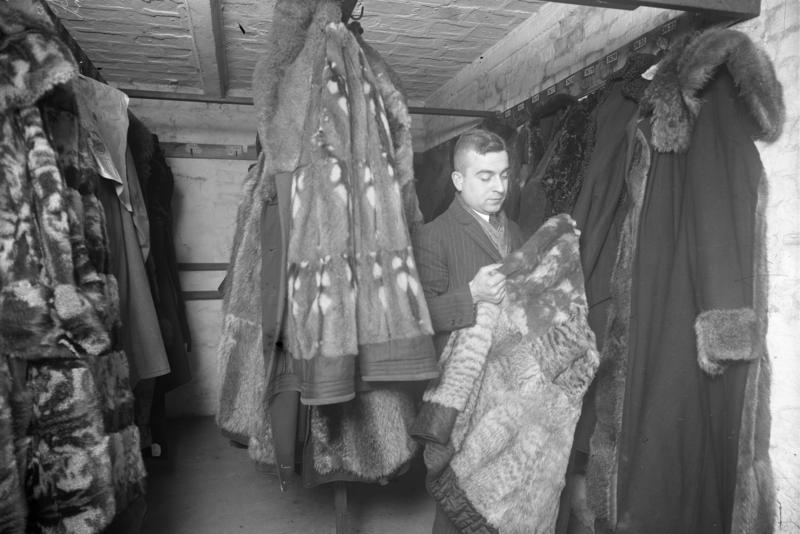
Pelze in einer Berliner Pfandleihe während der Deutschen Inflation 1914 bis 1923

Bereits im 13. Jahrhundert war der Handel mit Fellen und Fertigpelzen in Europa hochspezialisiert. Im für den Handel mit Pelzen früh bekannten Paris wurden die hier angelieferten Felle in 26 verschiedene Kategorien sortiert, die Secondhandpelze in weitere 8. In der Schweiz sollten unter Heinrich von Thun († 1238) „alte Pelze nicht mehr aufgeputzt und als neue Ware verkauft werden dürfen“.
Aus dem alten England ist einiges über den Handel mit alten und getragenen Pelzen überliefert.
- Der Kauf eines alten Pelzes geschah häufig und das Tragen alter Pelze stellte kein Stigma dar. Sogar Henry, Earl of Derby (1531–1593), kaufte von einem Londoner Kürschner einen gebrauchten Pelz, um ihn für eines seiner Gewänder verarbeiten zu lassen. Pelze wurden von einer Generation auf die nächste weitergegeben. Wurden sie für das Renommee des Trägers zu schäbig, gingen sie auf den Gebrauchtwarenmarkt, ebenso wie viele der pelzbesetzten Livreen, die vielleicht nur ein Jahr lang getragen worden waren.[8]
- Thomas Leggy war einer der reichsten Kürschner seiner Generation. Er war von 1343 bis 1357 Stadtrat von London, Bürgermeister von 1347 bis 1348 und dreimal Parlamentsabgeordneter. Überlieferte Dokumente deuten darauf hin, dass er, entgegen einigen anderen der wohlhabenden Londoner Kürschnern, außer dem Pelzhandel keine weiteren Interessen hatte. Möglicherweise verdiente er sogar sein gesamtes Vermögen mit neuen und gebrauchten Pelzen.[8]
- Durch die Inspeximus-Charta von Elizabeth I. des Jahres 1560, adressiert an „Unsere geliebten Männer der Stadt London, genannt Skinners“, war es keinem Skinner (Kürschner) oder Pelzhändler erlaubt alte Pelze zu verkaufen, außer denen, die von Gewändern genommen werden, wie sie in der Charta aufgeführt waren. Denn sowohl von den alten Pelzen und Kapuzengewändern könnten die Adligen und andere der oben genannten Gemeinschaft glauben, dass sie neu sind, obwohl sie alt sind, von denselben Pelzhändlern wären sie oft getäuscht worden. Keinem Kürschner oder Pelzhändler war es deshalb gestattet alten Pelz zu verkaufen, es sei den er stammt von in der Charta genannten Gewändern, das heißt von Kragen und Futtern und alten Kapuzenmänteln mit Pelzbesatz („hoods“). Kein Kürschner oder Pelzhändler sollte irgendwelche Pelze, die nicht alt sind, aus der zuvor genannten Ursache auf den Straßen und Wegen oder dem Markt in der genannten Stadt und deren Umkreis in keiner Weise zum Verkauf herumtragen.[10]
- Das heute übliche Färben von Pelzen, das schon in der Antike und auch im Europa des 12. und 13. Jahrhunderts bekannt war, wurde von den Kürschnerzünften überall wegen der Gefahr des Betrugs missbilligt und als den Interessen des Gewerbes widersprechend angesehen. In England wurden damals möglicherweise jedoch gebrauchte Pelze so behandelt.[8]

In Deutschland bezahlte der Nürnberger Großkaufmann Anton Tucher 1507 für eine schon getragene schwarze Schaube mit Marderfellfutter 35 fl.
Im Jahr 1772 wurden aus dem russischen/sibirischen Daurien unter anderem „schlechte Pelzereien und Felle, selbst getragene Pelze“ exportiert. 1813 traten in Preußen vereinzelt Fälle von Krätze auf. Man nahm an, dass sie auch durch die Pelze der aus Russland zurückgekehrten Soldaten übertragen sein könnten. Das Bestehen eines indirekten Infektionswegs mittels Kleidung wird auch heute zwar angenommen, inzwischen ist jedoch bekannt, dass Krätzmilben außerhalb des menschlichen Körpers bei wohnungsüblichen Temperaturen ihre Ansteckungsfähigkeit binnen 48 Stunden verlieren und absterben. Unter Hinweis auf eine am 10. März des Jahres erlassene Verordnung hieß es damals:

„Ein jeder, wer dergleichen alte Pelze gegen die bestehende Verordnung dennoch gekauft hat, muß selbige, im Fall daß sie noch brauchbar sind, sofort wie ad 1. der vorgedachten Verordnung bereits angezeigt ist, reinigen, wohl gut durchschwefeln, auch mehrere Wochen in der Luft hängen lassen, bei Strafe aber selbige nicht verkaufen, um nicht diese ekelhafte, hartnäckige und in ihren Folgen öfters verderbliche Krankheit sich und den Seinigen mitzutheilen.“

Der Kastorhut ist ein aus Biberhaar gefertigter Filzhut. Der vom 17. Jahrhundert bis etwa Mitte des 19. Jahrhunderts von Männern und Frauen getragene Hut war ein Vorläufer des Zylinders. Zum Verfilzen eignete sich am besten die Sorte „Castor gras“, fette Biber. Das waren bereits verarbeitete Felle, die von den Indianern schon so lange getragen oder als Bettdecken benutzt waren, dass die Grannenhaare ausgefallen und das Wollhaar ganz verfettet war. Für sie wurde 4 ½ bis 5 Franc für das halbe Kilo bezahlt. Die nächste Qualität war „Castor demi gras“, noch nicht so lange getragene Biberpelze mit einem Preis von 3 ½ Franc und zuletzt frische Felle mit 2 ½ Franc. Laut einer Auflistung der während einer Epidemie von 1879 in Hessen an Menschenblattern (Pocken) Erkrankten, befanden sich einige Kranke im Kreis Groß-Gerau, von denen drei starben. Als mögliche Urheberin wurde eine 18-Jährige vermutet, die in einer Hasenhaarschneiderei arbeitete. Bekannt ist, das die Ansteckung mit Pocken durch Einatmen von Staub passieren kann, wie zum Beispiel beim Ausschütteln von Kleidung. Das Unternehmen bezog Ware aus Polen und Russland, unter der sich nicht selten getragene Pelze befanden. Eine derart lange Überlebenszeit des außerhalb des Körpers recht langlebigen Virus ist allerdings eher nicht anzunehmen.
Während es über das Mittelalter hinaus orts- und zunftfremden Händlern in den Städten verboten war, Kürschnerware zu verkaufen, besagt Krünitz Enzyklopädie von 1792, dass es Juden und anderen Personen unverboten sei, „alte Pelze und getragenes Pelzwerk zu erhandeln und wieder zu verkaufen“.
In den beiden Weltkriegen wurde in Deutschland, im Zweiten Weltkrieg auch in den USA, zu Sammlungen von Pelzen aufgerufen, die von Kürschner zu Westen für die Soldaten umgearbeitet wurden.

### Ab 1945

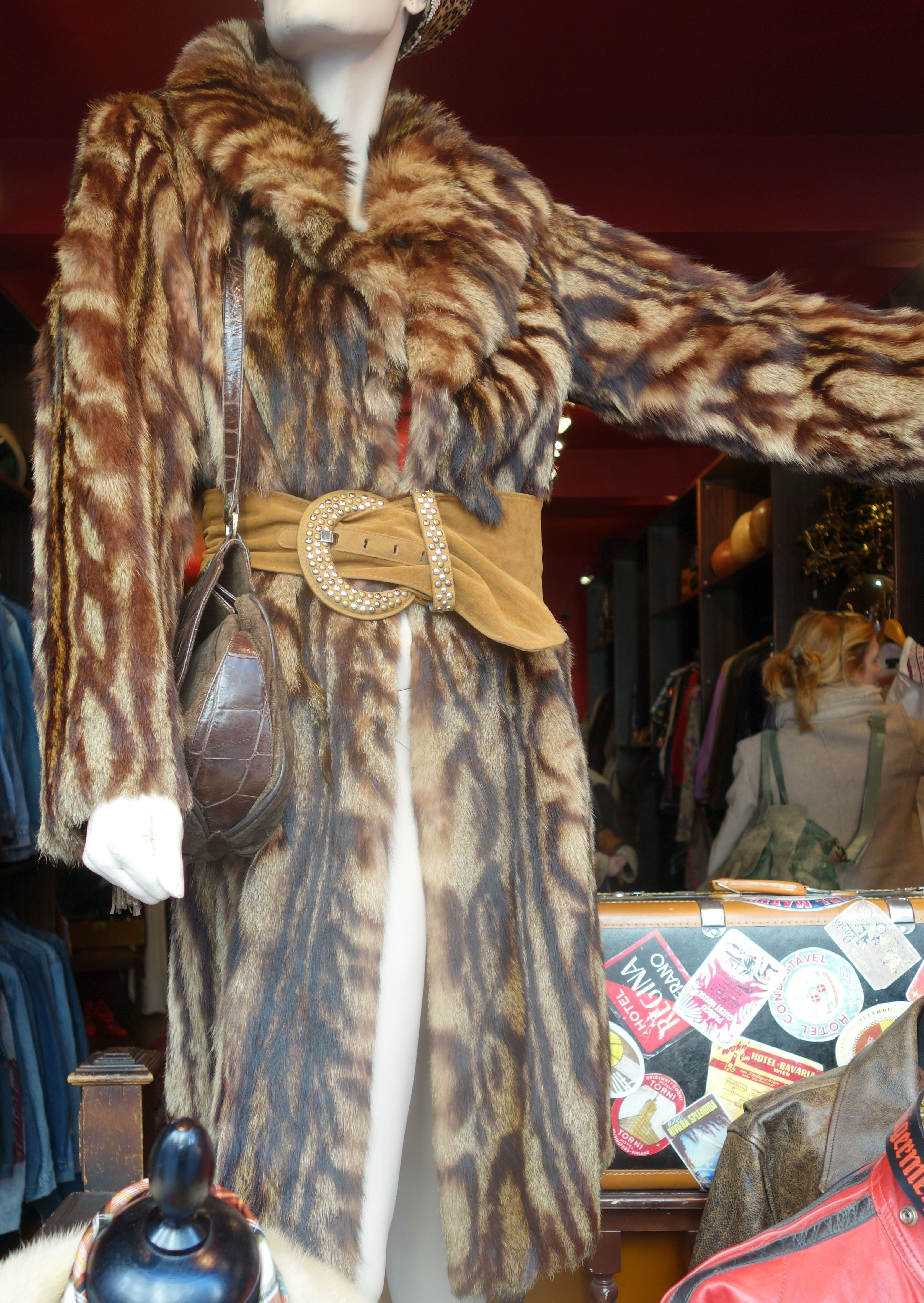
Pelzmantel im Schaufenster eines Secondhand-Geschäftes (2015)

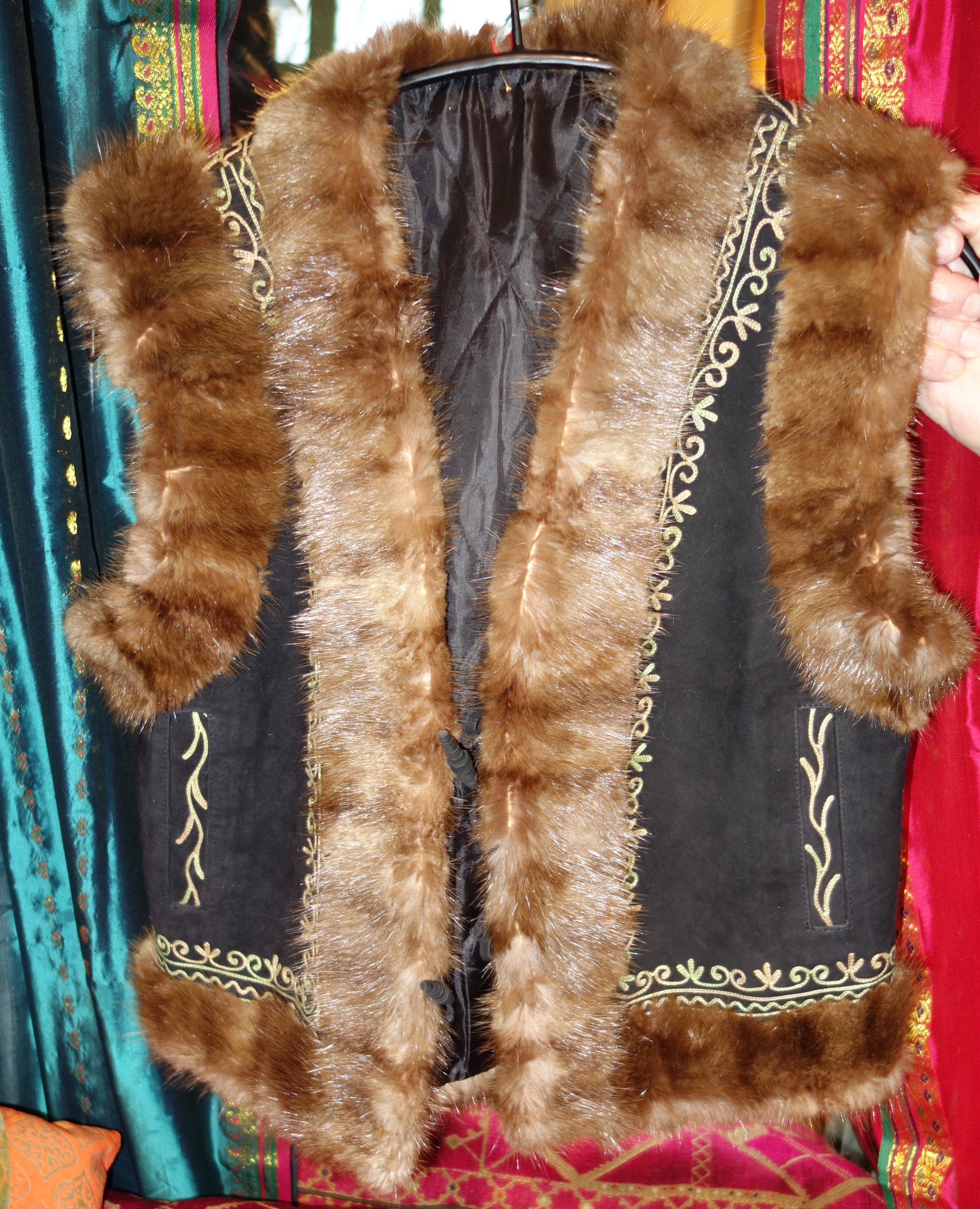
Aus Nepal importierte Stoffweste mit Nerzbisam-Verbrämung in einem Kunsthandwerk-Geschäft (offensichtlich wiederverwertetes Fell, 2014).

Die einzige Erwähnung in einem 5-bändigen österreichischem „Pelzlexikon“ des Jahres 1949 über den Handel mit getragenen Pelzen findet sich unter „Alte Pelzmäntel“: „Alte Pelzmäntel werden von einzelnen amerikanischen Pelzhäusern nach China exportiert. Hier werden sie repariert, für die dortigen Ansprüche in Stand gesetzt und finden besten Absatz.“
Wie in Deutschland handelten auch die Kürschner der USA um 1978 generell nicht mit getragenen Pelzen. Angenommen wurde, dass einige ihrer Inzahlungnahmen für die Reparatur oder Ergänzung bei Umgestaltungen von Kundenpelzen verwendet wurden, andere vielleicht an Scondhandhändler verkauft wurden. In den großen Städten der USA gab es Secondhandläden für gebrauchte Pelze, aufgekauft von den Pelzgeschäften und von privat. Manche exportierten einen Teil, der eventuell aufgearbeiteten, Pelze. Südamerika, auch andere Teile der Welt, stellten bedeutende Märkte für gebrauchte amerikanische Pelze dar. Das größte Geschäft seiner Art war der Ritz Thrift Shop – Ritz Furs in New York, der „leicht gebrauchte, sehr feine Secondhand-Pelze“ anbot.
Während in den ersten Jahrzehnten nach dem Zweiten Weltkrieg in der Bundesrepublik der Pelzumsatz einen bisher nicht dagewesenen Höhepunkt erreichte, litten die zahlreichen Kürschner der DDR unter der Mangelwirtschaft, selbst Kaninchenfelle gab es nur per knapper Zuteilung. Für viele der zahlreichen Kürschner in der DDR stellten die Arbeiten an den mit den Westpaketen eingetroffenen getragenen Pelzmänteln und -jacken einen erheblichen Teil ihres Einkommens dar.
Das ehemals weltbedeutendste Pelzhandelszentrum, um die Frankfurter Niddastraße gelegen, war auch der Schwerpunkt zur Besorgung der sogenannten Zupasser für die Kürschner, der für Änderungen und Umgestaltungen benötigten zusätzlichen Felle. Da die Pelze sich im Lauf des Tragens farblich verändern, eingefärbte Felle häufig nicht mehr passend auf dem Markt sind, hat sich hier auch ein Handel mit getragenen Pelzen etabliert. Dort ist es für den Pelzverarbeiter möglich, nur Teile eines Pelzes in der benötigten Fläche zu erwerben.
Von den zahlreichen Kürschnergeschäften in Düsseldorf versuchte die Geschäftsführung der Firma Unger Pelz-Import sich durch eine intensive, auch preisbezogene Werbung von der Konkurrenz abzuheben. An der Fassade warb man mit der Abbildung einer Hand, mit der Aufschrift „Aus erster Hand“. Die Konkurrenten ließen es der Firma erfolgreich untersagen, weiterhin diese Aussage zu verwenden. Mit der Begründung, das sei eine unzulässige Herausstellung, schließlich würde üblicherweise kein Kürschner, auch keiner der Mitbewerber, Pelze aus zweiter Hand verkaufen.
Bereits 1870 warb der Kürschner Anton Lagler im damals deutschen Teplitz, heute Teplice in Tschechien, „Alte Pelze gegen neue umgetauscht“. Gegen Ende des 20. Jahrhunderts hatten auch Pelzeinzelhandelsgeschäfte in der Bundesrepublik zunehmend begonnen, eine Inzahlungnahme von alten Pelzen bei Neukauf anzubieten, etwas was bisher weitgehend verpönt war. 1968 regten der Kürschner Otto Berger und der Pelzgroßhändler Gustav Demuth aus Hamburg die Gründung einer Second-Hand-Gesellschaft an. In Hamburg befand sich zu der Zeit bereits ein Auktionshaus, das sich intensiv mit dem Verkauf getragener Pelze befasste, auch solchen, die ihnen von Kürschnern eingereicht wurden. Von der Gesellschaft sollten die Inzahlungnahmen der einzelnen Firmen gesammelt und weiterverkauft werden. Die Kürschner hatten großteils ihre Einstellung zur Inzahlungnahme geändert, „viele entsprachen dieser Bitte ihrer Kunden auch“, nur „beim Verband der deutschen Rauchwaren- und Pelzwirtschaft ist man jedoch offenbar der Ansicht, wenn die Meinungen vielleicht auch etwas auseinander gehen, daß die Schaffung einer solchen Einrichtung nicht nur nicht erforderlich, sondern sogar gefährlich sei, weil dadurch das Pelz-Image leiden könne“. Um den Kunden das Misstrauen zu nehmen, es könnten im Geschäft alte Pelze als neu angeboten werden, wurde vorgeschlagen, im Laden einen Hinweis anzubringen, der etwa lauten könnte: „Wir gehören der Second-Hand-Gesellschaft an und nehmen gut erhaltene Pelz in Zahlung. Diese werden schließlich in … weiterverkauft“. Die Aufgabe der Weitervermarktung übernahm letztlich das in Nürnberg gegründete Unternehmen „Occasion - Pelzmarkt der Gelegenheiten“, Inhaber Peter Haase. Es stellte den Pelzeinzelhändlern neben dem „Kommissions-Auftrag“ einen „Begutachtungsbogen“ mit Checkliste und schriftliche Ankaufsangebots-Vorlagen für den Kunden zur Verfügung.
Das Pro und Contra um die Berechtigung des Pelztragens und der Nutzung von Tierfellen besteht auch über das Tragen bereits vorhandener alter Pelze. Pelzgegner betonen, dass das Tragen in der Öffentlichkeit dazu beiträgt, „Pelz weiter salonfähig zu machen“. Der Pelzdesigner Alfredo Pauly meinte dagegen 2019, in der Haltbarkeitsdauer übertreibend: „So ein Mantel hält 100 bis 150 Jahre. Irgendwann zersetzt er sich selbst, aber solange kann man ihn tragen und braucht ihn nicht zu entsorgen“.
Der internationale Pelzverband, International Fur Federation (IFF) führte Ende 2023 erstmalig ein Label ein, genannt „Furcycle“. Es soll nach dessen Angaben zur Unterstützung des Handels mit gut erhaltenen Pelzen aus zweiter Hand dienen und Qualitätsstandards setzen. Auf einer Internetplattform erfährt man den Ursprung des alten Pelzes, den Herstellungsort sowie eine professionelle Bewertung zum Jahr, in dem das Teil gefertigt wurde. Werden diese Vintage- oder gut erhaltenen Pelze aus zweiter Hand anschließend repariert, gereinigt oder umgearbeitet, so können alle diese Arbeiten digital aufgenommen und festgehalten werden, so dass der Konsument alle Informationen zu Ursprung, Geschichte und Veränderung des Bekleidungsteils nachvollziehen kann. Das Label zertifiziert Pelzteile, die 20 Jahre und älter sind als Vintage-Pelze und solche, die mindestens drei Jahre alt sind als gut erhaltene Pelze aus zweiter Hand. Inwieweit der Gedanke auch in den deutschsprachigen Ländern und im restlichen Europa aufgegriffen wird, war zu der Zeit noch unklar.

## Diverses
- Im Jahr 732 erbeutete man bei dem Sieg von Karl Martell über die Sarazenen bei Tours etliche mit Ginsterkatzenfell gefütterte Kleidungsstücke. Wahrscheinlich unter Verteilung dieser Bekleidungen wurde unter Karl dem Großen der Orden der Ginsterkatze gestiftet, dessen Mitglieder die ersten Fürsten waren.[25]
- In Paul Hoenn’s Betrugs-Lexicon über die „Betrügereien in allen Ständen“ aus dem Jahr 1761 hieß es über die Kürschner, unter anderem: „Kürschner betrügen: 5) Wenn sie zu den Mützen altes gewandtes und nur frisch gepreßtes Tuch, oder alten und noch einmal gefärbten Taffent oder Sammet nehmen, und solche hernach gleichwohl für neues und frisches Gut verkauffen. 14) Wenn sie denen, welche ihnen Beltz-Werck unterzufüttern geben, solche austauschen, und davor etwas geringere verarbeiten“.[26] 21.500 gespendete gebrauchte Pelze werden für die Erdbebenopfer in Armenien versandfertig gemacht (Frankfurt am Main, 1988)

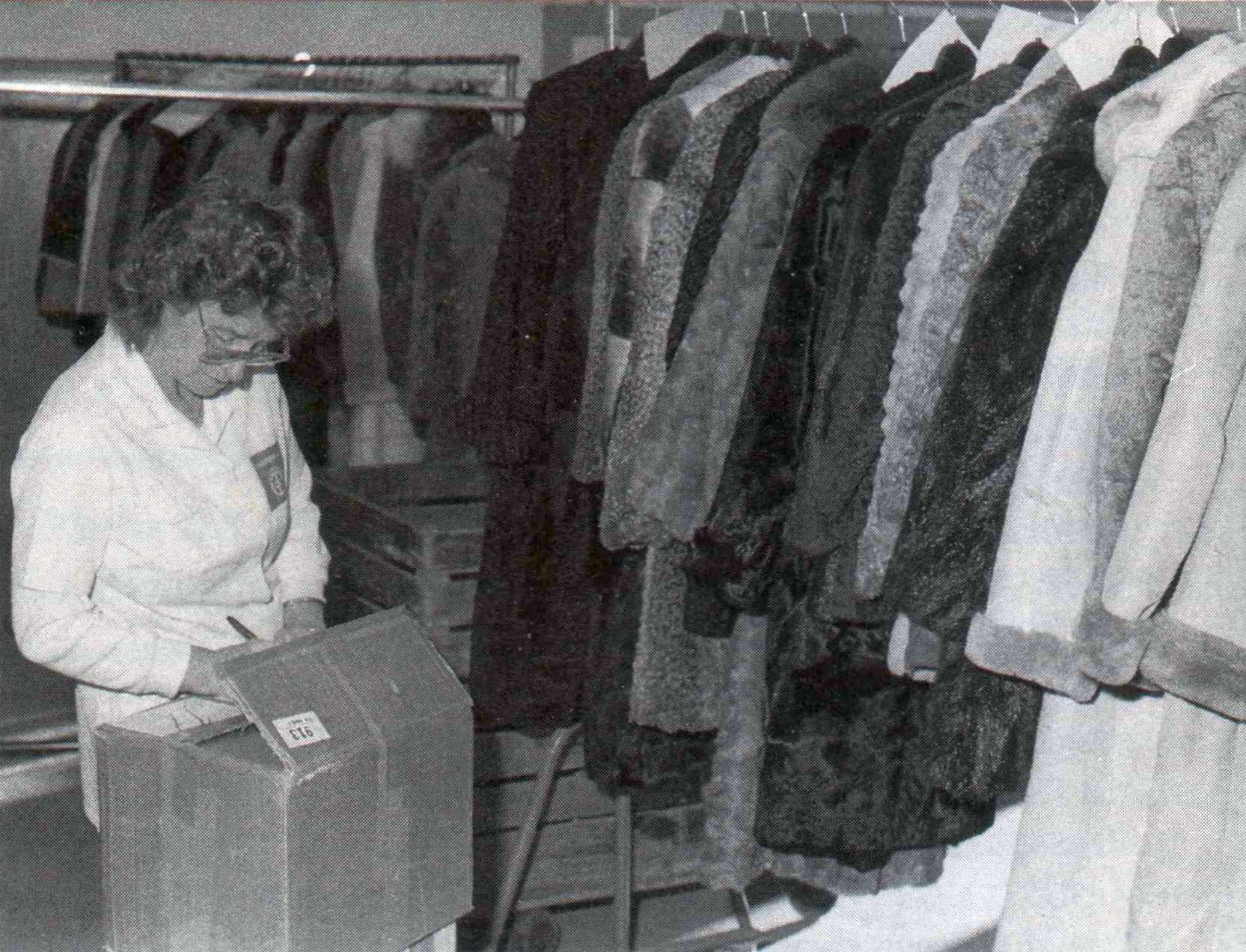
21.500 gespendete gebrauchte Pelze werden für die Erdbebenopfer in Armenien versandfertig gemacht (Frankfurt am Main, 1988)

- Zeitgleich mit den Schweizer Kollegen hatten Mitglieder des deutschen Kürschnerhandwerkes und die Rauchwarenwirtschaft ihre Mitglieder 1988 zu Pelzspenden zugunsten der Erdbebenopfer in Armenien aufgerufen. Etwa 21.500 Jacken, Mäntel und Mützen waren in Deutschland zusammengekommen. Im Pelzzentrum der Frankfurter Niddastraße wurden die Teile versandfertig gemacht. Vor Weihnachten wurden sie mit zwei Lastzügen einer sowjetischen Spedition nach dort verbracht, Mitarbeiter des „Roten Kreuzes“ halfen beim Verladen und hatten ihre Unterstützung beim Verteilen vor Ort zugesagt.[27]
- Die sich exzentrisch kleidende Journalistin Anna Piaggi, auch als Muse des Modedesigners Karl Lagerfeld bezeichnet, zeigte sich häufig in ganz besonderen historischen Kleidungsstücken. Sie wies darauf hin, dass „gelegentlich auch wertvolle Kleider, Pelze und Accessoires aus dem Besitz von Damen der Gesellschaft aus Kältekammern“ auftauchen, die, „wenn viele Jahre später Mitglieder der betreffenden Familien keine Verwendung mehr dafür haben oder wenn niemand mehr für die Aufbewahrung bezahlte, konnte man die längst vergessenen Koffer und Schachteln preiswert erwerben“. In diesem Zusammenhang erwähnte sie, dass sie sich zu einer Gelegenheit mit einem „Unterrock aus Spitze und Tüll zu einem Pelzmantel mit Pompons von Fendi“ kleidete.[28]

- Lorenza Foschinini beschrieb in ihrem Buch Prousts Mantel – Die Geschichte einer Leidenschaft die verbissene Suche des Parfümfabrikanten und leidenschaftlichen Büchersammlers Jacques Guérin nach dem legendären Mantel des verstorbenen Schriftstellers Marcel Proust (1873–1935), in dem dieser so oft fotografiert wurde. Den mit Otterfell gefütterten und besetzten Herrenpelz aus Tuch fand er letztlich bei einem Trödler. 1966 befand er sich inzwischen in einem Karton, ausgestopft mit Seidenpapier, im Pariser Musée Carnavalet, „weil der prekäre Zustand des Mantels eine Ausstellung nicht mehr zulässt“.[29]

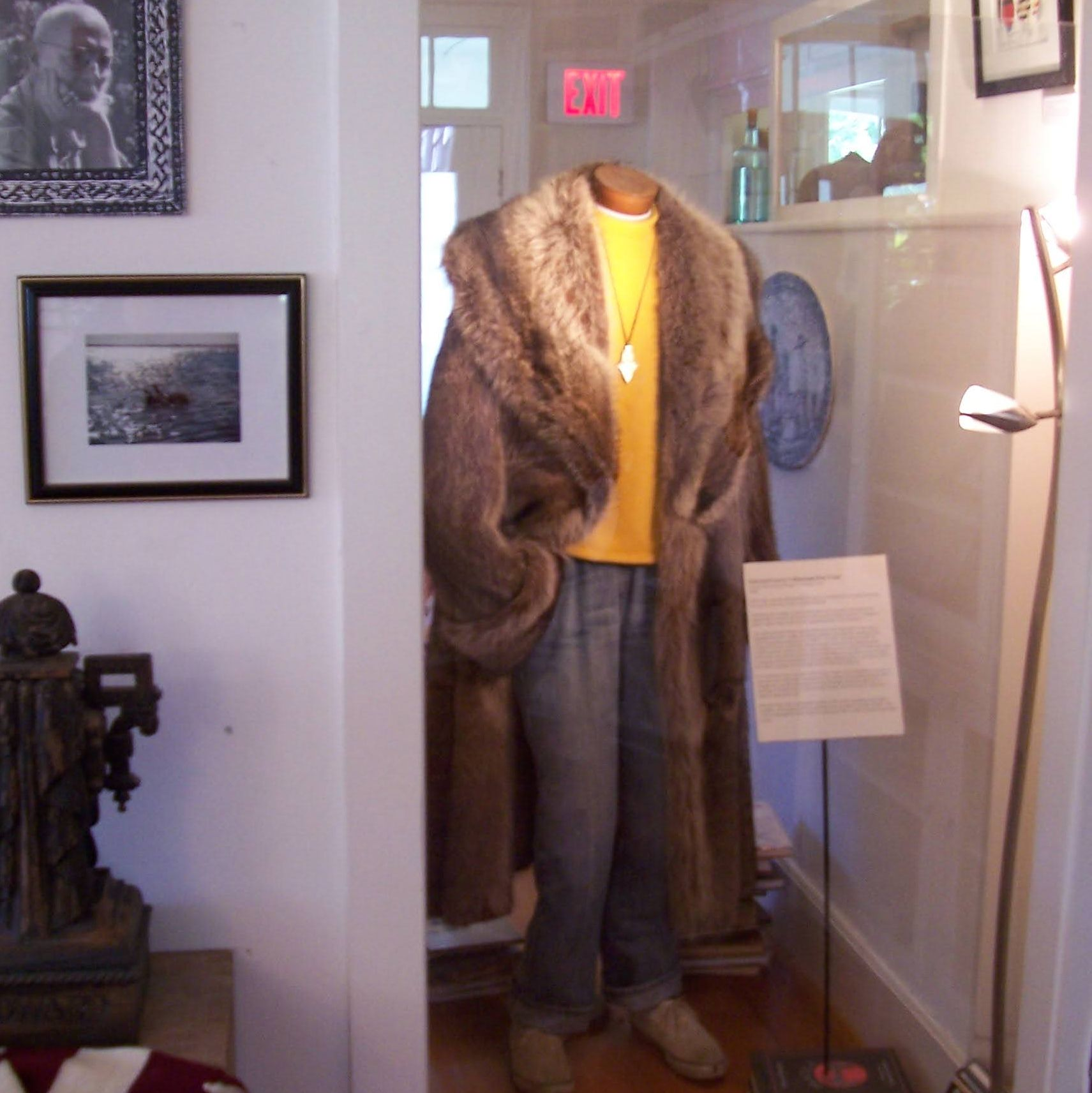
Der „legendäre Waschbärmantel“ von Edward Gorey, ausgestellt im Edward Gorey House

- In einem 2011 erschienenen Artikel berichtete A. N. Devers, wie sie auf einer New Yorker Versteigerung der Pelze des amerikanischen Autors und Illustrators Edward Gorey, von dem sie unbedingt eines der Teile erwerben wollte, bis kurz vor Schluss scheiterte, weil die erzielten Preise von 3000 bis 6000 $ ihr Budget weit überschritten. der Schätzwert der Teile lag zwischen 800 und 1200 US-Dollar. Von der umfangreichen Pelzgarderobe von Gorey war jedes Jahr ein Teil verkauft worden, da aber die Aufbewahrungskosten so „exorbitant“ waren, stand jetzt der Rest von ursprünglich 21 Pelzen zum Verkauf. Überraschend hielten sich die Bieter beim letzten Teil, wohl ihr zuliebe, zurück, so dass sie einen Nerz-Stroller von Lorraine ersteigern konnte: „Ich hatte ihn nicht anprobiert; aus irgendeinem Grund hatte ich es auf dem Ständer übersehen. Es war nicht von Gorey entworfen, aber es war wunderschön“.[30]

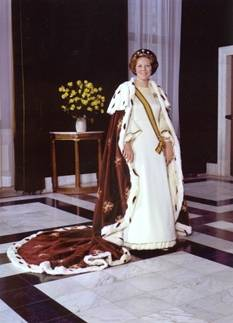
Die niederländische Königin Beatrix im Königsmantel, mit dem umgearbeiteten Hermelinpelz aus der Familie Brenninkmeyer

- Der Königsmantel des niederländischen Königshauses wurde im Lauf seiner Geschichte zum jeweils nächsten Thronfolger weitergereicht und entsprechend angepasst oder umgestaltet. Der Couturier Erwin Dolder (1928–1970) bekam einen entsprechenden Auftrag für die kommende Königin Juliana. Der Samt war verschossen und das Hermelinfell hätte eigentlich ersetzt werden müssen. Die Mutter Julianas, Königin Wilhelmina, hatte zuvor festgestellt, dies sei zu teuer und wollte für die Wiederherstellung Kaninfell nehmen. Dolder kaufte eigenmächtig neuen Samt für den Mantel und ließ die alten Löwenstickereien wieder applizieren. Da drei Jahre nach Kriegsende in den Niederlanden kein passendes Hermelinfell zu bekommen war, ließ Dolder, ebenfalls von sich aus, ein neues Hermelinfutter und eine großteils neue Hermelinpelerine kürschnern. Dass es sich nun nicht mehr um den originalen Königsmantel handelte, teilte er der angehenden Königin erst beim Ankleiden am Tag ihrer Inthronisation mit. Nur ein kleiner Teil des Hermelins und die goldgestickten Löwen stammten noch von dem alten Mantel. Dolder behielt das alte Stoffcape und trug das Vintageteil in seinen letzten Lebensjahren, nun ohne Stickereien und ohne Hermelin, bei regelmäßigen Besuchen in Homo-Bars.[31][32]
 Königin Juliana gab den Königsmantel nicht mehr zur Pelzkonservierung zum Kürschner. Als man ihn 1980 wegen der anstehenden Inthronisation von Tochter Beatrix (* 1938) aus einer Blechkiste herausnahm, stellte man fest, dass das Fell „unglaublich faltig“ war und der rote Samt auf das Hermelin und das Seidenfutter abgefärbt hatte. Es wurde deshalb die Anfertigung einer neuen Hermelinpelerine veranlasst. Der Hermelinpelz des Mantels, Futter und Verbrämung, sollte nicht noch einmal erneuert werden. Die noch verwertbaren Teile der Kapuze wurden zur Reparatur des Pelzfutters benutzt, reichten dafür jedoch nicht aus. Der ehemals schneeweiße Pelz war inzwischen so sehr vergilbt, dass es mit neuen Fellen nicht farblich passend zu reparieren oder zu ergänzen war. Beatrix’ Schneiderin hörte sich deshalb bei ihrer Kundschaft um, ob dort nicht noch Hermelinkleidung vorhanden wäre. Drei Kunden meldeten sich. Verwendet wurde das Hermelincape von Elly Brenninkmeyer-Maurer, der Ehefrau des Chefs der Firma C & A Brenninkmeyer. Die Brenninkmeyers haben die Geschichte nie nach außen getragen, nur in deren Familienkreis hieß es immer wieder „ein Königsmantel mit Pelz von C&A“.[31][33][34]
- Der damals sehr populäre Frankfurter Zoodirektor Bernhard Grzimek beschrieb 1963, nach dem Besuch einer russischen Zobelfarm in Puschkino, wie beispielhaft wertvolle Pelze innerhalb der Familie vererbt werden. Der Zobelmantel seiner Mutter war aus einem großen sogenannten „Fahrmantel“, also einem Kutscher- oder Automobilistenmantel, seines Großvaters entstanden. Die Mutter hatte das Pelzfutter heraustrennen und vom Kürschner neu verarbeiten lassen.
 „Meine liebe Mutter hatte einen Zobelmantel. Er war zwar schon reichlich alt und etwas ruppig, aber wenn sie ihn, Anfang der zwanziger Jahre, zum Ausbessern den Sommer über zum Einmotten brachte, dann sprach der Kürschner unwillkürlich vor Hochachtung etwas leiser.“[35]
- Die Künstlerin, die sich Cora Fisch nennt, lebte von 1972 bis 2018 überwiegend in Berlin, seitdem in Katzow. Im Jahr 1995 begann sie, sich mit dem Material Pelz und dem abgelegten Pelzmantel als „künstlerische Herausforderung und Ausdrucksmittel“ zu beschäftigen. Im Jahr darauf entstand das „Kunstkonzept ‚Wärmereserven erwärmen WerteWandel‘, der auf seine ‚Ursprünge‘ reduzierte Pelzmantel transportiert eine lebendige Ästhetik zu Werteschöpfung und Lebensqualität“.[36]
 Ein Journalist der Berliner Zeitung sah im Herbst 1999 in der Berliner Invalidenstraße, nahe dem Lehrter Bahnhof, ihre drei Plakatwände aus Pelz, bezeichnet „Wärmereserven im Wertewandel“. Unweit davon fand er die auf einem Betonsockel sitzende Cora Fisch, die dabei war, einen Pelzmantel zu zertrennen. Auf sein Befragen erzählte sie über ihr Verhältnis zu dem inzwischen umstrittenen Material Pelz: „Ich stehe ja auf keiner Seite. Ich will nichts kritisieren, und ich arbeite auch nicht für die Pelzindustrie. Ich stelle das Material nur aus. Mich interessiert das Archaische. Die Bahn wirbt mit Tieren, aber mir haben sie verboten, dass ich im Bahnhof die Pelze auftrenne. Das würde nicht ihrem Kunstkonzept entsprechen. Aber die Leute sind begeistert und rufen mich an. Die Wände hängen seit einer Woche und es ist doch interessant, dass da noch niemand Graffiti darüber gesprayt hat. Eine Frau hat sogar ihre Stirn am Pelz gerieben, als wollte sie dahinter verschwinden. […] Nur in Mecklenburg-Vorpommern war es anders. Da waren die Leute schockiert von den Wänden. Im Osten ist ein Pelz noch ein richtiger Wert. Wahrscheinlich weil der Osten dichter an Russland liegt.“[37]